# 3916 Мева
3916 Мева (3916 Maeva) — астероїд головного поясу, відкритий 24 серпня 1981 року.
Тіссеранів параметр щодо Юпітера — 3,170.